# Nereis sinensis
Nereis sinensis är en ringmaskart som beskrevs av Wu, Sun och Yang 1981. Nereis sinensis ingår i släktet Nereis och familjen Nereididae. Inga underarter finns listade i Catalogue of Life.